# Christopher Lillis
Christopher Lillis (* 4. Oktober 1998 in Rochester, New York) ist ein US-amerikanischer Freestyle-Skier. Er startet in der Disziplin Aerials (Springen).

## Werdegang
Lillis nahm im Februar 2013 in Park City erstmals am Nor-Am-Cup teil und belegte dabei die Plätze 18, 12 und acht. Bei den Juniorenweltmeisterschaften 2014 in Chiesa in Valmalenco wurde er Sechster und bei den Juniorenweltmeisterschaften 2015 Fünfter. In der Saison 2014/15 holte er in Park City seinen ersten Sieg im Nor-Am-Cup und errang mit drei zweiten und einen dritten Platz, den zweiten Platz in der Aerials-Disziplinenwertung. In der folgenden Saison gewann er mit drei Siegen und zwei zweiten Plätzen die Aerials-Disziplinenwertung des Nor-Am-Cups und erreichte zudem den dritten Platz in der Gesamtwertung. Sein Debüt im Weltcup hatte er im Februar 2016 im Deer Valley Resort, das er auf dem neunten Platz beendete. Es folgte im selben Monat Platz sieben in Moskau und holte in Minsk seinen ersten Weltcupsieg. Er errang damit den sechsten Platz im Aerials-Weltcup. In der Saison 2018/19 kam er mit drei Top-Zehn-Platzierungen, auf den achten Platz im Aerials-Weltcup. Beim Saisonhöhepunkt, den Freestyle-Skiing-Weltmeisterschaften 2019 in Park City sprang er auf den siebten Platz im Einzel und zusammen mit Ashley Caldwell und seinen Bruder Jonathon auf den sechsten Rang im Teamwettbewerb. Nach Platz eins beim Nor-Am-Cup in Park City zu Beginn der Saison 2019/20, belegte er beim Weltcup in Minsk den dritten Platz. In Almaty holte er Ende Februar 2020 seinen zweiten Weltcupsieg und errang damit den sechsten Platz im Aerials-Weltcup.

## Erfolge

### Olympische Spiele
- Peking 2022: 1. Aerials (Mixed), 6 Aerials

### Weltmeisterschaften
- Park City 2019: 6. Aerials Teamwettbewerb, 7. Aerials Einzel
- Almaty 2021: 2. Aerials, 3. Aerials Team
- Bakuriani 2023: 1. Aerials Team, 4. Aerials

### Weltcupsiege
Lillis errang im Weltcup bisher sechs Podestplätze, davon zwei Siege:
| Datum            | Ort    | Land       |
| ---------------- | ------ | ---------- |
| 20. Februar 2016 | Minsk  | Belarus    |
| 28. Februar 2020 | Almaty | Kasachstan |

### Weltcupwertungen
| Saison  | Gesamt | Gesamt | Aerials | Aerials |
| Saison  | Platz  | Punkte | Platz   | Punkte  |
| ------- | ------ | ------ | ------- | ------- |
| 2015/16 | 26.    | 30,83  | 6.      | 185     |
| 2016/17 | 56.    | 23     | 13.     | 161     |
| 2017/18 | –      | –      | –       | –       |
| 2018/19 | 36.    | 27,2   | 8.      | 136     |
| 2019/20 | 29.    | 32,14  | 6.      | 225     |
| 2020/21 | –      | –      | 12.     | 170     |
| 2021/22 | –      | –      | 25.     | 59      |

### Nor-Am Cup
- Saison 2014/15: 2. Platz Aerials-Disziplinenwertung
- Saison 2015/16: 1. Platz Aerials-Disziplinenwertung, 3. Platz Gesamtwertung
- 15 Podestplätze, davon 6 Siege